# Jesús Colomé
Jesús Colomé de la Cruz (nacido el 23 de diciembre de 1977 en San Pedro de Macorís) es un lanzador relevista dominicano de Grandes Ligas que se encuentra en la organización de los Rockies de Colorado.

## Carrera

### Oakland Athletics
Jesús Colomé fue firmado como amateur por los Atléticos de Oakland a los 18 años, en 1996. Colomé había entrado en Doble-A como abridor cuando, el 28 de julio de 2000, fue cambiado a los Mantarrayas de Tampa Bay por Todd Belitz y Jim Mecir.

### Tampa Bay Devil Rays
Los Devil Rays lo convirtieron en un lanzador de relevo, haciendo su debut en Grandes Ligas con ellos el 21 de junio de 2001. Terminó con una efectividad de 3.33. Colomé fue uno de los únicos lanzadores en lanzar sobre los 100 mph, pero no tenía mucho control. La próxima temporada, tuvo efectividad 8.27 (la más alta de su carrera). Volvió a su antigua forma en el año 2004, en 2003 ponchó a 69 bateadores estableciendo un récord personal.
El 6 de febrero de 2003, Colomé estuvo involucrado en un grave accidente automovilístico en la República Dominicana. Dos meses más tarde, fue liberado por los Devil Rays.

### New York Yankees
Colomé firmó un contrato de ligas menores con los Yanquis de Nueva York en 2006. Al final de la temporada la pasó en su totalidad en los menores, poco después optó por la agencia libre.

### Washington Nationals
Colomé luego firmó con los Nacionales de Washington. Entró a jugar con los Nacionales después de la temporada de primavera y comenzó lanzando bien. Para el Día de los Caídos se fue 4-0, y fue quinto en la liga con 26 partidos, registrando una efectividad de 2.20 y provocó que el escritor de la MLB Bill Ladson escribiera: "Jesús Colomé es el mejor relevista de los Nacionales, y se debe consider para el Juego de Estrellas." Ladson atribuyó el resurgimiento de Colomé a su confianza en sus otros lanzamientos, que a su una vez dominante bola rápida.
El 10 de diciembre de 2008, Colomé fue liberado por los Nacionales. Fue firmado nuevamente por los Nacionales con un contrato de ligas menores el 15 de enero de 2009. Compitió por un puesto en el roster de los Nacionales en los entrenamientos de primavera, pero fue enviado a las ligas menores el 4 de abril de 2009.

### Milwaukee Brewers
En julio de 2009, los Nacionales lo designaron para asignación y fue recogido por los Cerveceros de Milwaukee y firmó un contrato de ligas menores. El 6 de septiembre, fue liberado por los Cerveceros.

### Seattle Mariners
El 10 de febrero de 2010, Colomé firmó un contrato de ligas menores con los Marineros de Seattle. Colomé y Kanekoa Texeira fueron designado para asignación el 31 de mayo de 2010, para dar lugar a Sean White y Garrett Olson en el roster.

### Los Angeles Dodgers
Firmó un contrato de ligas menores con los Dodgers de Los Ángeles el 23 de junio de 2010 y fue asignado al equipo AAA, Albuquerque Isotopes. Sólo apareció en tres juegos para los Isotopes antes de ser liberado.

### Texas Rangers
El 15 de agosto de 2010, él, junto con Willy Taveras, firmó un contrato de ligas menores con los Rangers de Texas, y fue asignado al equipo Triple-A, Oklahoma City RedHawks.